# Cantone di Sigoulès
Il Cantone di Sigoulès era una divisione amministrativa dell'arrondissement di Bergerac.
A seguito della riforma approvata con decreto del 21 febbraio 2014, che ha avuto attuazione dopo le elezioni dipartimentali del 2015, è stato soppresso.

## Composizione
Comprendeva i comuni di:
- Cunèges
- Flaugeac
- Gageac-et-Rouillac
- Gardonne
- Lamonzie-Saint-Martin
- Mescoules
- Monbazillac
- Monestier
- Pomport
- Razac-de-Saussignac
- Ribagnac
- Rouffignac-de-Sigoulès
- Saussignac
- Sigoulès
- Thénac